# Salon de l'automobile de Bruxelles
Pour Autre Salon à Bruxelles, voir Salon de Bruxelles.
Le Salon de l'automobile de Bruxelles est un salon automobile annuel organisé par la Fédération Belge de l'Automobile et du Cycle (FEBIAC) depuis 1902. Il a lieu au Palais du Heysel, au nord de Bruxelles, en Belgique.

## Histoire

### Organisation
L'asbl FEBIAC est responsable de l'organisation du Salon.
La FEBIAC est la Fédération Belge de l'Industrie Automobile et du Cycle. Elle a à son actif plus de cent ans d'expérience. Elle représente les constructeurs et importateurs des moyens de transport sur route (voitures, véhicules utilitaires, deux-roues motorisés, vélos) et leurs sous-traitants en Belgique, tant sur le plan européen et mondial que fédéral et régional.
Une des missions de la FEBIAC est l'organisation des « European Motor Show Brussels ». Ces Salons sont reconnus par l'OICA et figurent sur son calendrier. Le Salon International Auto-Moto-Cycle a lieu les années paires, le Salon International des Véhicules utilitaires et de Loisirs, couplé au Salon International de la Moto, se déroule les années impaires.

### Origine
Il faut remonter jusqu’en 1892 pour trouver trace en Belgique d’une première exposition consacrée aux transports mécaniques. Baptisée « 1re Exposition des Cycles », cette manifestation organisée à Bruxelles par l’Union Veloce Club regroupait exclusivement des cycles et leurs accessoires. Il fallut attendre 1895 et le « 3e Salon du Cycle » pour noter la présence au sein de cet espace de deux automobiles, en fait deux calèches motorisées Vincke. En 1899, la participation automobile devint tellement importante que la manifestation adopta la dénomination « Salon de l’Automobile et du Cycle ».

### La mise en place
Pourtant, c’est en 1902 que le Salon tel que nous[Qui ?] le connaissons aujourd’hui[Quand ?] est né. Sous l’impulsion de Louis Mettewie, constructeur des Belgica, la Chambre Syndicale des Constructeurs d’Automobiles et de Cycles organisa son propre salon sous le nom de « 1er Salon de l’Automobile, du Cycle et des Sports ». Implanté sur le site du Cinquantenaire, il regroupait 82 exposants, majoritairement belges. En 1903, la 2e édition du salon réunissait la bagatelle de 161 exposants ! Beaucoup de Belges étaient bien sûr de la partie mais ils furent rejoints par quantité d’étrangers, telles les célèbres marques Panhard, De Dietrich et Renault. L’exposition ne se limitait pas aux châssis automobiles mais accueillait également des carrossiers, des manufacturiers de pneumatiques, des fabricants d’appareils électriques, etc.
En 1911 pour le 10e Salon, on dénombrait 16 firmes belges contre 33 étrangères, en majorité françaises. Cette année-là, l’aviation fut également présente, une tendance qui se confirma jusqu’en 1914 et le début du premier conflit mondial.
Après l’armistice, la production automobile reprit lentement et Bruxelles décida d’organiser son salon en octobre 1920. Les 9 constructeurs belges présents devaient faire face à une importante concurrence internationale.

### Cap sur le Heysel
Le salon de 1934 fut le dernier à se tenir au Cinquantenaire. À cause de l’Exposition Universelle, les salons ne reprirent qu’en 1937 dans les Palais du Heysel construits à l’occasion de cette Exposition. Plus grand, le Heysel permit aux stands de s’étendre et d’élever le niveau qualitatif de la manifestation.
En 1971, le Salon fêtait sa 50e édition, célébrée par la mise en circulation d’un timbre postal. À partir de 1973, la diversité de l’offre automobile obligea les organisateurs à imposer aux exposants des critères variant d’une année à l’autre. En effet, depuis lors, les utilitaires  possèdent leur salon les années impaires tandis que les automobiles disposent du leur les années paires. Un salon de la moto voit le jour en 1995. Il est organisé parallèlement au « Salon des Véhicules Utilitaires ». En 2000, FEBIAC fête ses 100 ans et se félicite d’accueillir 757 000 personnes au « Salon de l’Auto ».

### Fréquentation
En 2000, le salon atteint son record de fréquentation avec 756 900 visiteurs,,,,,,,,,,,,,

## Éditions

### 2019
Du 19 au 27 janvier 2019
Nouveautés
- Ford Mondeo Clipper Hybrid
- Jaguar F-Type Chequered Flag
- McLaren 720S Spider
- Opel Zafira Life
- Land Rover Range Rover Evoque II
- Škoda Scala
- Volkswagen Golf GTI TCR
- BMW Série 8 Cabrio

Restylages
- Hyundai i40 & i40 Wagon

Concept-car
- Opel GT X Experimental

### 2020
Du 10 au 19 janvier 2020.
Nouveautés
- Citroën C5 Aircross Hybrid[16]
- Dacia Duster Eco-G
- Jeep Renegade 4xe
- Jeep Compass 4xe
- Kia XCeed Plug-in Hybrid[17]
- Mercedes-Benz Classe GLA (Type 247)
- MG ZS EV[18]
- Renault Captur E-Tech Plug-in
- Renault Clio E-TECH[19]

Restylages
- Jaguar F-Type phase 3

### 2021
Initialement prévu du 15 au 24 janvier 2021, il est annulé en raison de la pandémie de Covid-19.

### 2022
L'édition 2022 du salon initialement programmée du 14 au 23 janvier est annulée dès la fin novembre 2021 en raison de la recrudescence de la pandémie de Covid-19 en Europe.

### 2023
La 100e édition du salon automobile de Bruxelles se déroule du 14 au 22 janvier 2023.

### 2024
Le Conseil d’Administration de la Fédération belge et luxembourgeoise de l’automobile et du cycle (FEBIAC) a d'abord annoncé le 26 mai 2023 l'annulation de l'édition 2024 du salon. En place, un autre évènement, le Brussels Auto Show a lieu du 17 au 21 janvier 2024.